# Convento de Santa Catalina de Zafra

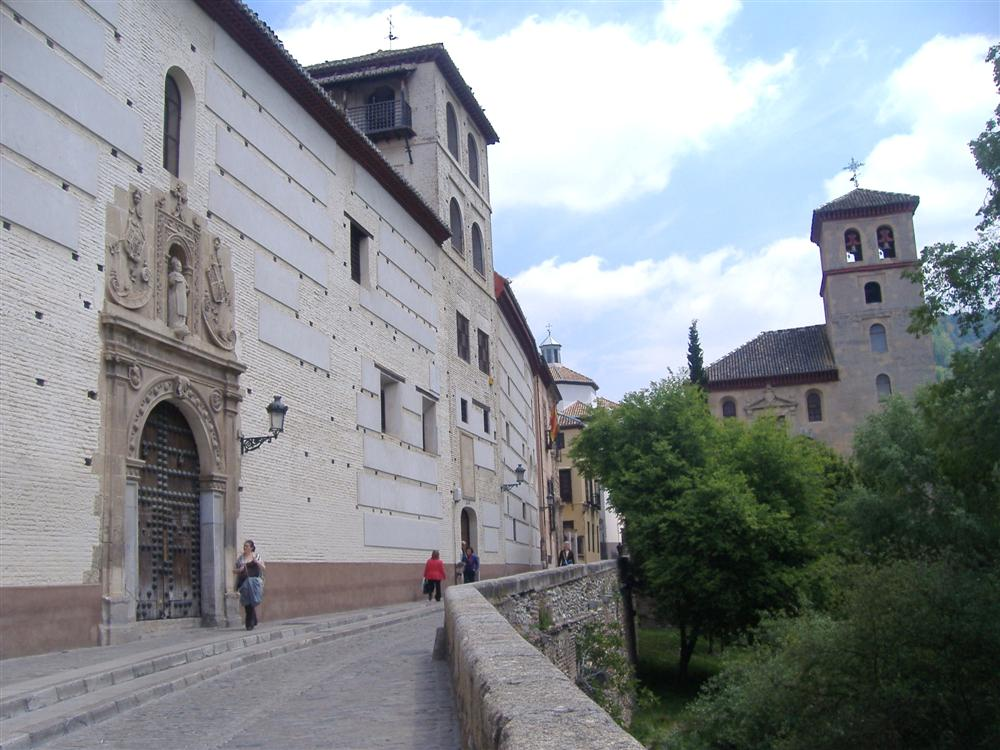
Fachada del convento de Santa Catalina de Zafra, en la Carrera del Darro de Granada

El convento de Santa Catalina de Siena, más conocido como convento de Santa Catalina de Zafra es un convento de la ciudad española de Granada, y está catalogado Bien de Interés Cultural con tipología jurídica de Monumento, y así consta inscrito en la Gaceta de Madrid de fecha 4 de junio de 1931. Se encuentra situado al pie de la Carrera del Darro, quizás la calle con más encanto de toda la ciudad.

## Historia
Fue fundado en el año 1520 por la viuda de don Hernando de Zafra, secretario de los Reyes Católicos, sobre una serie de casas cedidas por la Corona, de bienes que pertenecieron a la nobleza nazarí. Es convento de monjas dominicas, y su construcción se terminó en 1540.
Es por eso que el convento, además de presentar una interesante mezcla de elementos decorativos musulmanes y cristianos, se muestre articulado en torno a varios patios como fórmula para integrar el conjunto de viviendas.
La iglesia, de estilo mudéjar, cuya portada sigue el modelo clasicista popularizado por escuela de Diego de Siloé, sufrió un incendio en el año 1678.

## Convento
El convento ocupa la totalidad de una gran manzana de forma rectangular y casi regular, que aparece estructurada en su interior por la sucesión irregular de edificios autónomos que incluye patios ajardinados y espacios libres interiores, organizados alrededor a un jardín-huerta interior.
Destaca en su conjunto un claustro rectangular de unos 8 x 11 metros que muestra  galerías formadas en planta baja por arcos que apoyan sobre columnas toscanas de cantería apoyadas sobre basamento. En torno a este espacio se distribuyen una serie de dependencias conventuales, entre las que sobresale, el Refectorio y la Sala de Profundis.
La iglesia se sitúa en el lado sur de la huerta. Su espacio interior, de planta rectangular, muestra una cabecera cuadrada separada de su única nave por un arco toral de medio punto apoyado sobre pilastras. A los pies de la nave se ubican dos  coros, bajo y alto. En la cabecera se sitúa la capilla mayor, cuadrada, que se cubre con una cúpula semiesférica de yesería sobre pechinas.
La fachada de la iglesia se encuentra centrada por la portada renacentista del estilo de Siloé, con arco de medio punto decorado con cabezas en sus albanegas y pilastras jónicas, apoyando su entablamento, que corona un nicho con la estatua de Santa Catalina de Sena y los escudos de los fundadores a los lados.